# Frauds and Free Lunch
Frauds and Free Lunch è un cortometraggio muto del 1917. Il nome del regista non viene riportato nei credit del film.

## Produzione
Il film fu prodotto dalla Vitagraph Company of America.

## Distribuzione
Distribuito dalla Vitagraph Company of America , il film - un cortometraggio in una bobina - uscì nelle sale cinematografiche USA il 10 dicembre 1917.